# La Ligne brisée
Pour plus de détails, voir Fiche technique et Distribution.
La Ligne brisée est un film québécois réalisé par Louis Choquette sorti en 2008.

## Fiche technique
- Titre français : La Ligne brisée
- Titre québécois : La Ligne brisée
- Réalisation : Louis Choquette
- Scénario : Michelle Allen
- Photographie : Ronald Plante
- Montage : Claude Palardy
- Musique : FM Le Sieur
- Producteur : André Dupuy, Valérie Allard
- Société de production : Pixcom
- Société de distribution : Alliance Atlantis Vivafilm
- Budget : 700 000 dollars canadiens
- Pays d'origine :  Québec,  Canada
- Langue : français
- Format : Couleur — 35 mm —  ?  — Son : ?
- Genre : Film dramatique
- Durée :  101 minutes (1 h 41)
- Dates de sortie : 
  -  Québec : 7 mars 2008
  -  Égypte : 20 novembre 2008 (Festival international du film du Caire)

## Distribution
- Guillaume Lemay-Thivierge : Danny Demers
- David Boutin : Sébastien Messier
- Germain Houde : Roman
- Steve Laplante : Jello
- Roger La Rue : Émile
- Benoît Gouin : Fabien Michaud
- Fanny Mallette : Cécile
- Jacynthe René : Lysanne
- Martin Dubreuil : le client